# عزبة بيت حانون
عزبة بيت حانون هي قرية فلسطينية تقع في محافظة شمال غزة التابعة لدولة فلسطين في قطاع غزة. ووفقا لهيئة الإحصاء المركزية الفلسطينية، بلغ عدد سكان عزبة بيت حانون 7,383 نسمة في منتصف عام 2006.